# Gabe Spec
Gabriel Matheus, mais conhecido como Gabe Spec (1999 ou 2000), é um prostituto, ator pornográfico, modelo de webcam e influencer brasileiro.

## Biografia
Gabe começou a trabalhar com prostituição em Americana, quando outro homem pagou R$ 70 para que ele recebesse sexo oral.  Ele tornou-se um acompanhante, levou alguns golpes e chegou a usar drogas. Então, aos 19 anos, fez cadastro em sites especializados para evitar maiores problemas. Inicialmente, teve problemas com a família, mas de acordo com Gabe, sua mãe tornou-se sua maior fã. Em 2022, tornou-se o primeiro embaixador masculino da Fatal Model. Ele é um dominador e trabalha com BDSM, incluindo com fetiches como corno e enforcamento erótico. Inicialmente, sua clientela era homens, mesmo ele sendo heterossexual, mas ele transicionou para mulheres e casais. Seu programa é de R$ mil a hora, ou R$ 800 a hora para sexo baunilha. Ele também atua em filmes pornográficos.
Nas redes sociais, Gabe é popular especialmente no TikTok. Lá, denomina-se um "prost-builder" (união das palavras "prostituto" e "bodybuilder") e faz sucesso com vídeos relacionados ao seu trabalho, como a série de vídeos "pros-trips", onde mostra suas viagens bancadas pelas clientes. Seu lema é "Pix na mão, cueca no chão". Ele também possui canais para maiores de 18 anos, onde posta vídeos transando com suas parceiras, como Andressa Urach.
Em 4 de junho de 2024, um vídeo de Gabe Spec postado em maio viralizou por ele estar usando uma máscara de cachorro e puxando uma mulher pela coleira no Aeroporto Presidente Jucelino Kubitschek. Ele foi criticado por ter gravado um vídeo de BDSM em público. No mesmo mês, Gabe performou uma relação sexual com Yumi na frente da repórter Fernanda Talarico, do Splash.